# Miguel Angel Aguilar Miranda

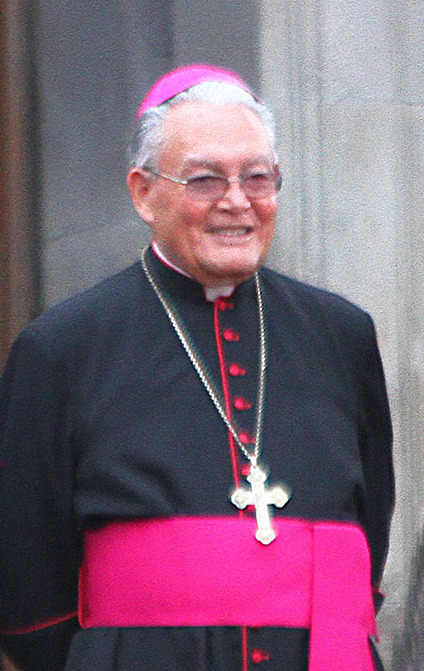
Miguel Ángel Aguilar Miranda (2015).

Miguel Angel Aguilar Miranda (* 5. April 1939 in Quito; † 1. April 2025) war ein ecuadorianischer Geistlicher und Militärbischof von Ecuador.

## Leben
Miguel Angel Aguilar Miranda trat als Jugendlicher in das Knabenseminar San Luis in Quito ein und studierte anschließend Philosophie und Theologie am Priesterseminar San José. Am 29. Juni 1965 empfing er die Priesterweihe für das Erzbistum Quito. Er war Pfarrvikar in der Region von Santo Domingo de los Colorados. Er war Rektor des Knabenseminars San Luis in Quito und von 1990 bis 1991 Generalvikar des Militärordinariats. Er war Pfarrer in Calacalí, in San José de Minas und in der Pfarrei Nuestra Señora de la Paz in Quito.
Papst Johannes Paul II. ernannte ihn am 11. April 1991 zum Bischof von Guaranda. Die Bischofsweihe spendete ihm der Erzbischof von Quito, Antonio José González Zumárraga, am 4. Mai desselben Jahres; Mitkonsekratoren waren Raúl Eduardo Vela Chiriboga, Militärbischof von Ecuador, und Antonio Arregui Yarza, Weihbischof in Quito.
Er war Mitglied der Kommission für Sozialpastoral, verantwortlich für die Kommissionen Kinder und Gesundheit, Gemeindeentwicklung und seit 1996 verantwortlich für die Abteilung für Heiligtumspastoral der Ecuadorianischen Bischofskonferenz.
Am 14. Februar 2004 wurde er zum Militärbischof von Ecuador ernannt.
Papst Franziskus nahm am 18. Juni 2014 seinen altersbedingten Rücktritt an.
Miguel Angel Aguilar Miranda starb am 1. April 2025 nach langer Krankheit.